# Достать коротышку
«Достать коротышку» (англ. Get Shorty) — кинофильм, экранизация одноимённого романа (в русском переводе — «Контракт с коротышкой») Элмора Леонарда. В 2005 году вышел сиквел фильма — Будь круче!, основанный на продолжении повести. В 2017 году вышел сериал «Достать коротышку», который осенью 2019 был представлен уже третьим сезоном.

## Сюжет
Чили Палмер (Джон Траволта), ростовщик из Майами, преследует своего должника, владельца химчистки Лео Дево, который по счастливой случайности обманул авиакомпанию на 300 000$. В Лас-Вегасе, куда Чили прилетает в поисках Лео, его знакомый, владелец казино Дик Аллен, предлагает ему подработку — в Лос-Анджелесе у него имеется должник, кинопродюсер Гарри Зимм (Джин Хэкмэн). Чили Палмер соглашается забрать для него долг. Ночью, вломившись в дом актрисы Карен Флорес (Рене Руссо), где ночевал Гарри, он напоминает ему о долге и неожиданно предлагает идею для фильма, основанной на его личном опыте, а также на истории с владельцем химчистки. Гарри одобряет идею, но у него и без этого есть проблемы — в Лас-Вегасе он проиграл деньги своих инвесторов, людей из наркомафии, использующих в качестве прикрытия фирму проката лимузинов. К тому же у него на примете имеется отличный сценарий фильма — «Мистер Лавджой», которым заинтересовалась кинозвезда Мартин Уир (Дэнни Де Вито). Чили решает помочь Гарри решить его проблемы, чтобы посмотреть на кинобизнес изнутри. Вместе с Карен Флорес, бывшей женой Мартина Уира, Чили пытается пригласить его на роль в фильме Гарри. Попутно он рассказывает ему свою идею фильма, которая оказывается Мартину по душе.
Бо Кэтлетт (Делрой Линдо), глава «лимузинщиков», проводит сделку с наркомафией Пабло Эскобара. Положив деньги в ячейку в аэропорту, он отдаёт ключ посыльному Йайо, предупредив того, что за ячейкой следят федеральные агенты. Йайо не удаётся забрать деньги, и когда он приезжает к Кэтлетту с претензиями, тот его убивает и сбрасывает труп с балкона в каньон. Деньги, оставшиеся со сделки, он решает использовать, чтобы подставить Чили Палмера и вывести его из работы над «Мистером Лавджоем», так как он сам хочет продюсировать его вместе с Гарри. Однако подстава не удаётся — Чили распознаёт агентов в толпе и, обманув их, уходит из аэропорта, деньги же продолжают лежать в камере хранения. На выходе он встречает сообщника Кэтлетта — каскадёра Медведя (Джеймс Гандольфини), который требует ключ назад. Ударив его в живот, Чили советует ему перестать заниматься грязными делами. А у Кэтлетта и его сообщников возникает новая проблема — убитый ими посыльный Йайо оказывается племянником Эскобара, который прилетает в Лос-Анджелес за ним и за деньгами от сделки. Кэтлетту приходится послать своего коллегу Ронни к Гарри Зимму, чтобы тот забрал деньги, вложенные в проект.
Гарри, отчаявшись получить инвестиции в фильм, вызывает из Майами гангстера Рэя Барбони (Деннис Фарина) по кличке «Боунс» (в одном из вариантов перевода «Барбос») — давнего недруга Чили Палмера, о котором тот обмолвился в разговоре. Барбони охотится за Чили из-за долга Лео, а позже и из-за желания прикарманить деньги, которые тот получил от авиакомпании. Также у Палмера и Барбони имеются старые обиды — Боунс украл у Чили куртку, а тот в отместку сломал ему нос. Барбони, приехав к Гарри, и слышать ничего не желает об инвестиции в фильм, его интересует только то, где Чили Палмер и его деньги. Из-за неосторожного замечания, брошенного Гарри, Боунс его избивает, а когда в кабинет заходит Ронни, чтобы получить свои деньги, Барбони его убивает и обставляет всё так, будто бы убийство совершил Гарри.
Чили вместе с Карен приезжают к Гарри в больницу и сообщают ему, что Мартин Уир готов устроить переговоры насчёт участия в их проекте. Несмотря на состояние здоровья, Гарри приходит на встречу, однако Мартин говорит не о «Мистере Лавджое», а об идее фильма Чили. После переговоров Чили едет в дом к Карен. Ночью туда врывается Бо Кэтлетт и требует от Чили денег, которые тот забрал у Лео. Получив отказ, он берет в заложники Карен и уезжает домой. Чили ничего не остаётся, как приехать туда же с деньгами. Однако Кэтлетт твёрдо решил прикончить Чили Палмера. Медведь, находившийся в его доме, неожиданно проявляет энтузиазм и разыгрывает настоящую сцену из кино, в конце которой он толкает Кэтлетта на перила. Они ломаются под его давлением, Кэтлетт летит прямо в каньон и разбивается. Оказывается Медведь открутил болты у перил, о чём он и сообщает удивлённому Чили.
Возвратившись в гостиничный номер, Чили обнаруживает там Рэя Барбони. Обыскав Чили, Боунс находит у него ключ от камеры в аэропорту. Решив, что деньги Лео находятся там, Барбони якобы прощает Чили все его долги и обиды в обмен на этот ключ.
Сцена в аэропорту с настоящим Боунсом плавно переходит в сцену на съёмочной площадке фильма, снимаемого по идее Чили Палмера. В этом фильме Мартин Уир играет Чили, Харви Кейтель играет Боунса, режиссёром выступает Пенни Маршалл, а продюсерами — Гарри Зимм, Чили Палмер и Карен Флорес.

## В ролях
| Актёр              | Роль          |
| ------------------ | ------------- |
| Джон Траволта      | Чили Палмер   |
| Джин Хэкмэн        | Гарри Зимм    |
| Дэнни Де Вито      | Мартин Уир    |
| Рене Руссо         | Карен Флорес  |
| Дэвид Пеймер       | Лео Девой     |
| Деннис Фарина      | Рей Барбони   |
| Делрой Линдо       | Бо Катлетт    |
| Джеймс Гандольфини | Медведь       |
| Бетт Мидлер        | Дорис Саффрин |
| Джон Гриз          | Ронни         |

## Съемочная группа
- Режиссёр: Барри Зонненфельд
- Продюсер: Грэхэм Плэйс, Сьюзэн Ринго, Дэнни Де Вито
- Сценарист: Элмор Леонард, Скотт Фрэнк
- Композитор: Джон Лури, Марк Сэндмен, Букер Т. Джонс
- Оператор: Дональд Питермен

## Награды и номинации
| Премия                         | Категория                                | Номинант          | Результат |
| ------------------------------ | ---------------------------------------- | ----------------- | --------- |
| «Золотой глобус»               | Лучший фильм — комедия или мюзикл        |                   | Номинация |
| «Золотой глобус»               | Лучшая мужская роль — комедия или мюзикл | Джон Траволта     | Победа    |
| «Золотой глобус»               | Лучший сценарий                          | Скотт Фрэнк       | Номинация |
| Берлинский кинофестиваль       | Золотой медведь                          | Барри Зонненфельд | Номинация |
| Премия Гильдии киноактёров США | Лучший актёрский состав                  |                   | Номинация |
| Премия Гильдии сценаристов США | Лучшая адаптированный сценарий           | Скотт Фрэнк       | Номинация |